# Абу Бакр Байра
Абу Бакр Байра (араб. أبو بكر مصطفى بعيرة‎; род. 21 июля 1941, Киренаика, Итальянская Ливия) — ливийский государственный и политический деятель.

## Биография
Стал профессором менеджмента и маркетинга в Американском университете Нигерии, а также членом сената университета в Нигерии. Бывший кандидат на пост премьер-министра Правительства национального согласия в Ливии.
С 1975 по 1982 год работал заведующим кафедрой менеджмента факультета экономики и торговли Университета Бенгази. С 1982 года был профессором менеджмента в этом университете. Также входил в состав советов директоров различных крупных ливийских организаций.
С 1982 по 1984 год был старшим советником по вопросам управления и главой отдела исследований и исследований в Арабской организации административных наук в Аммане (Лига арабских государств). С 1984 по 1985 год был деканом по академическим вопросам факультета экономики и торговли Университета Бенгази. Позже, с 1985 по 1987 год, был деканом Высшего института административных наук в Ливии и снова в 1991 году. Работал директором по обучению в Арабской организации административного развития с 1987 по 1991 год и генеральным директором Информационного центра кадров в Ливии в 1999 году.
В 2003 году был избран членом Комитета по академическому продвижению в колледже торговли и экономики Университета Султана Кабуса в Омане, а также членом Совета этого колледжа с 2003 по 2005 год.
С августа 2014 года являлся депутатом в Палате представителей Ливии. Был одним из основателей Ливийского политического диалога в Схирате, но ушёл в отставку в октябре 2015 года из-за нарушения первоначального проекта Ливийского политического соглашения (согласованного на Генеральной Ассамблее ООН в сентябре 2015 года в Нью-Йорке).